# ルイ＝マリー・バーデル
ルイ＝マリー・バーデル（Louis-Marie Baader、1828年6月20日 - 1920年12月2日）は、フランスの画家である。アカデミック美術の画家で、歴史画や風俗画を描いた。

## 略歴
ブルターニュのランニオンで生まれた。父親はドイツ出身の音楽家で母親はノルマン出身のフランス人であった。父親はフランス革命期の軍人で、後にブルターニュに引退したジャック・ブーダン・ド・トロムラン伯爵（Jacques Boudin de Tromelin）の軍楽隊で働いていた。ルイ＝マリー・バーデルは美術愛好家の伯爵から美術を学び、伯爵の支援を受けてパリに出て、1848年にパリ国立高等美術学校に入学し、アドルフ・イヴォンのスタジオで学んだ。始め版画を学んだ後、絵をび学んだ。教会の装飾画を描き、数年間、個人から注文を受けて働いた。1857年にパリのサロンにデビューし、その後、1914年まで毎年サロンに出展し、1866年と1874年に入賞した。

## 作品

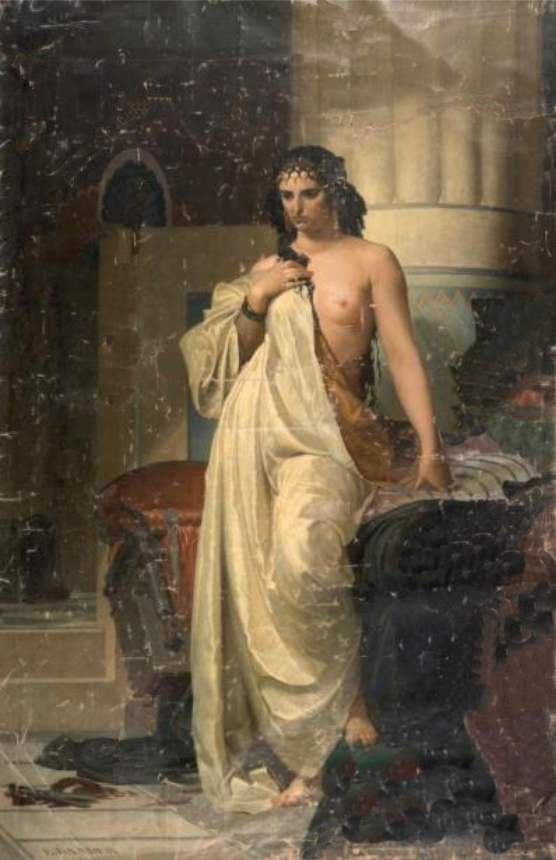
「デリラ」
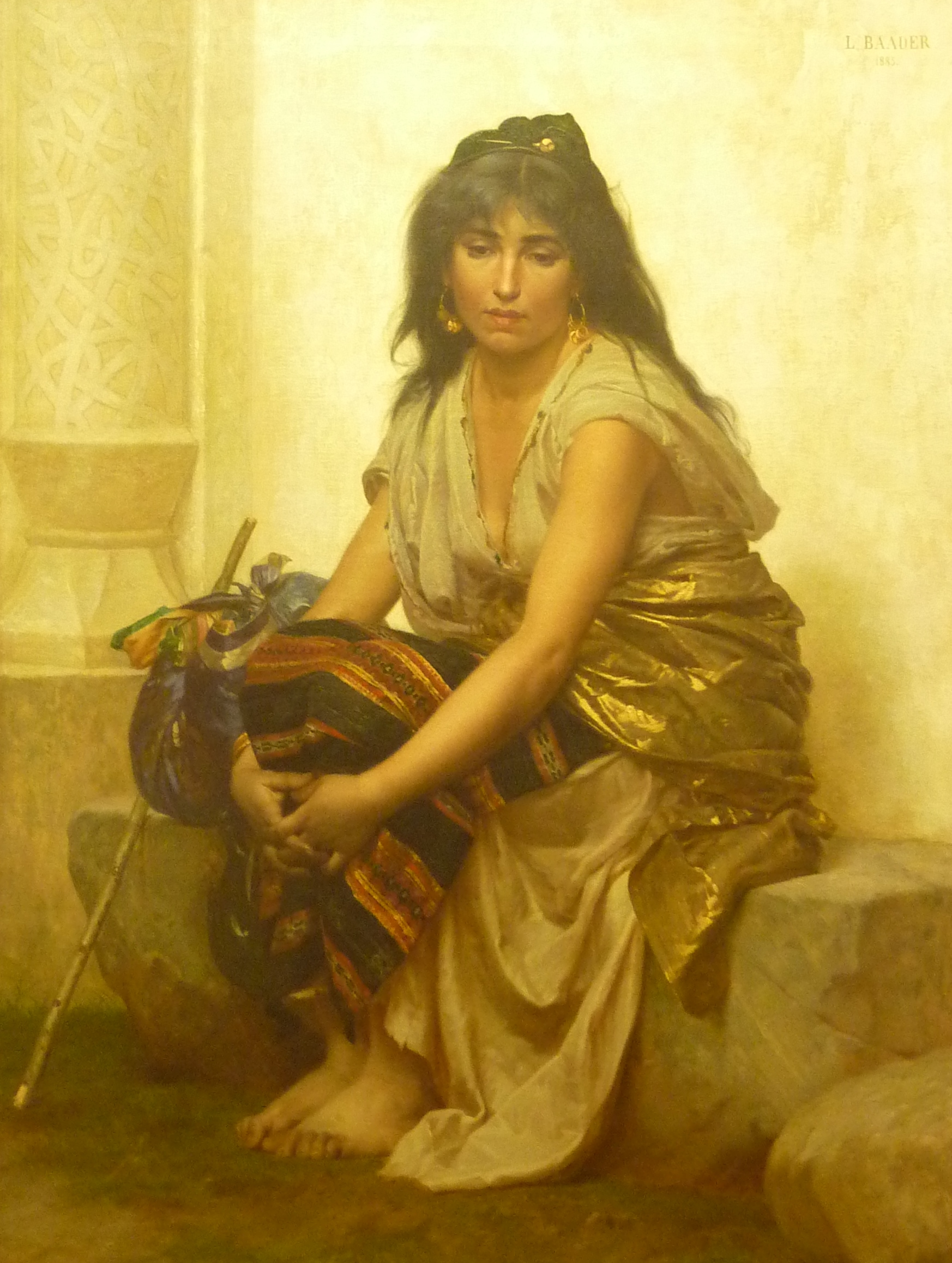
「ジプシー」
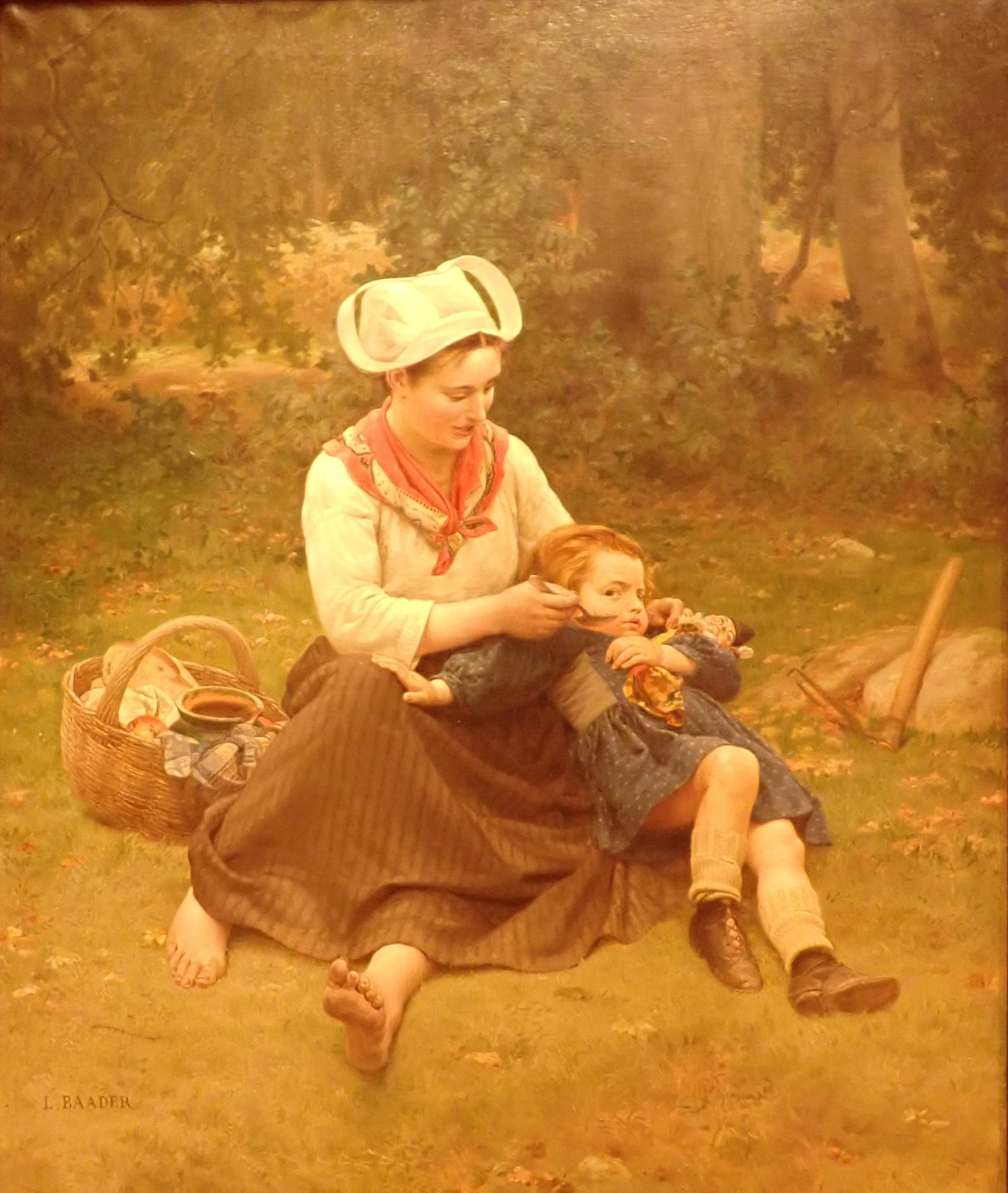
おやつの時間 (1851) レンヌ美術館
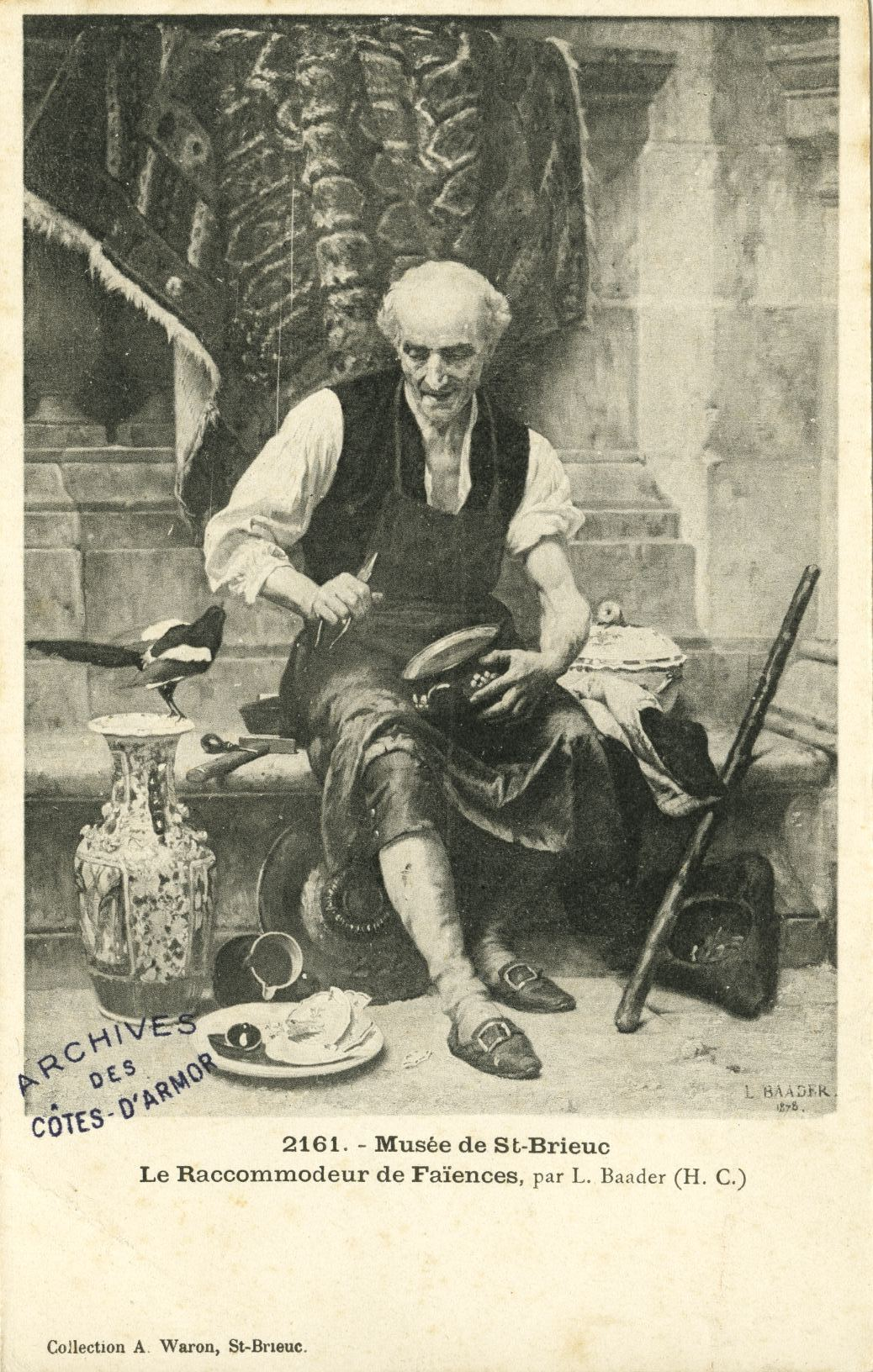
ルイ＝マリー・バーデルの作品による絵葉書「陶器の修繕」

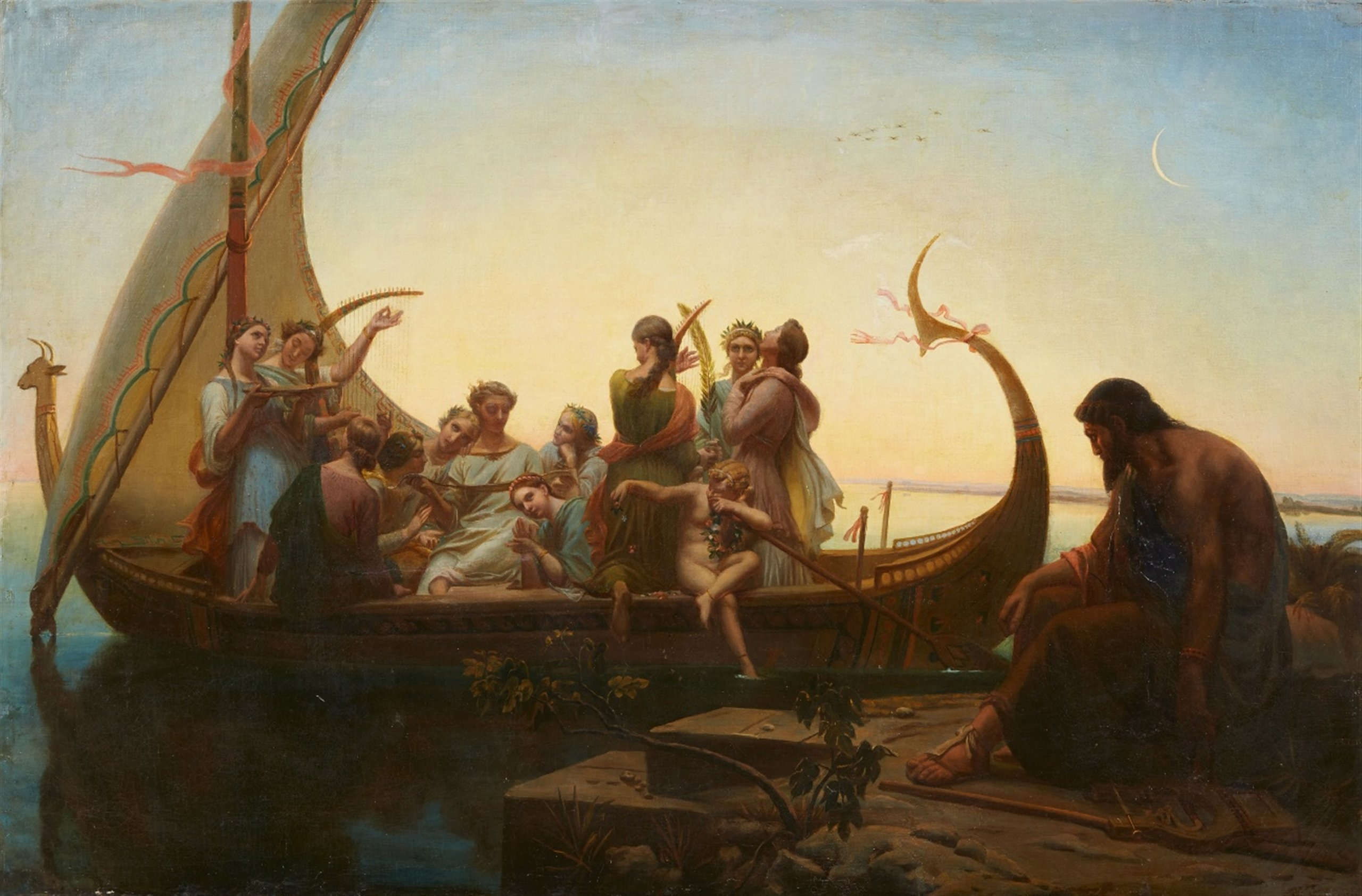
ギリシャの神話の人物 (1853)
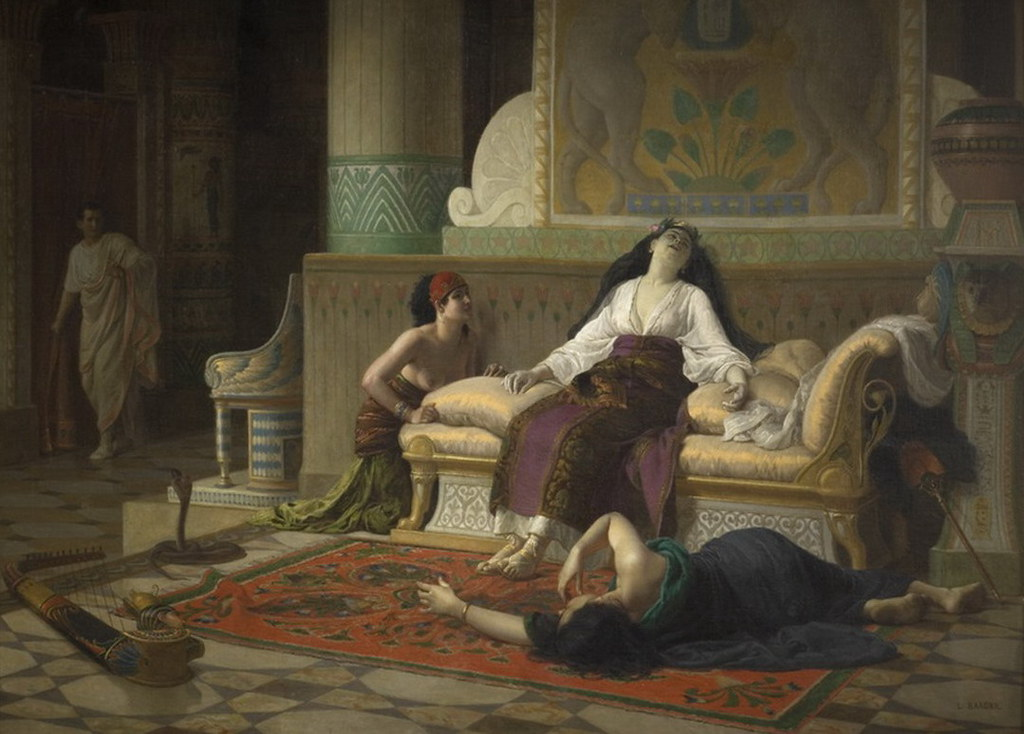
クレオパトラの死
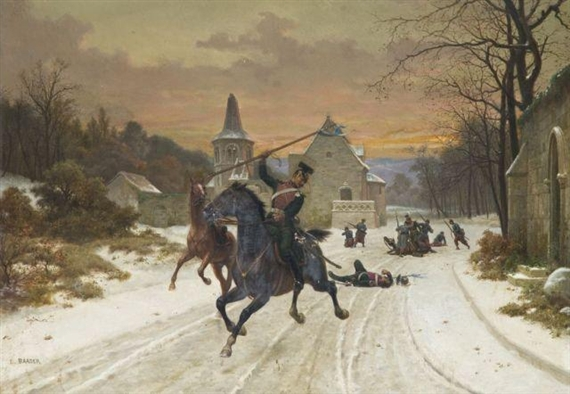
フランスの攻撃されるドイツ軽騎兵